# Quanto
In fisica il quanto (dal latino quantum che significa quantità) è la quantità elementare discreta e indivisibile di una certa grandezza. Per estensione il termine è a volte utilizzato come sinonimo di particella elementare associata a un campo di forze.
L'idea del quanto fu formulata per la prima volta nel 1900 da Max Planck per risolvere il problema dello spettro del corpo nero e poi ripresa in forma più fondamentale in senso fisico nel 1905 da Albert Einstein per la descrizione dell'effetto fotoelettrico. Il concetto di quanto divenne poi elemento fondante della meccanica quantistica.

## Storia
Verso la fine del diciannovesimo secolo John Rayleigh enunciò che il flusso radiante di un corpo caldo è proporzionale alla sua temperatura assoluta e inversamente proporzionale al quadrato della lunghezza d'onda della  radiazione. Opportune misure dimostrarono però che questa teoria non era esatta, salvo che per le lunghezze d'onda che vanno dall'infrarosso al verde; a partire dal blu l'esperienza è in contraddizione con i valori teorici. Paul Ehrenfest chiamò questo errore catastrofe ultravioletta. Per risolvere il problema, detto "del corpo nero", nel 1900 Max Planck propose che le vibrazioni provocate dal calore di un corpo si ripartissero seguendo una legge determinata da una costante che prese il suo nome, o quanto d’azione. Egli fu, al pari degli altri fisici, destabilizzato dalla sua teoria e provò a lungo a conservare il suo risultato sopprimendo il quanto, per poi finalmente ammetterlo. La teoria dei quanti fu il punto di partenza della meccanica quantistica, assieme alla relatività una delle due grandi teorie fisiche del XX secolo.
La meccanica quantistica fu formulata da Bohr, de Broglie, Heisenberg, Pauli, Schrödinger, Dirac. Mentre  nella meccanica classica e nell'elettromagnetismo tutte le grandezze possono assumere un insieme di valori continuo, la meccanica quantistica prevede solo un insieme discreto di valori, multipli di un valore fondamentale non ulteriormente scomponibile: il quanto. Uno dei primi esempi studiati, che ha le sue origini nel modello atomico di Bohr, fu la quantizzazione dell'energia, ovvero il fatto che gli elettroni di un atomo possono trovarsi solo in certi livelli energetici.
(David Finkelstein)
Il concetto di quanto venne in seguito generalizzato nella teoria quantistica dei campi, dove il quanto viene visto come  particella elementare associata a un campo di forze. Ad esempio secondo l'elettrodinamica quantistica i fotoni sono i quanti del campo elettromagnetico, che vengono scambiati tra le particelle cariche consentendo l'interazione elettromagnetica.